# آرگ لوسینیان
آرگ هاکوبی لوسینیان (ارمنی: Արեգ Հակոբի Լուսինյան؛  ۲۰ مارس ۱۹۳۵ – ۲ اکتبر ۲۰۲۴) یک آهنگساز اهل ارمنستان، نقاش، نویسنده، کارشناس علوم پرورشی بود. وی بین سال‌های - تا - میلادی فعالیت می‌کرد.

## زندگی‌نامه
وی در ۲۰ مارس ۱۹۳۵ در آخالتسیخه به دنیا آمد و از کالج دولتی موسیقی رومانوس ملیکیان (۱۹۵۶) و کنسرواتوار دولتی کومیتاس ایروان (۱۹۶۱) فارغ‌التحصیل شد. وی در اتحادیه آهنگسازان ارمنستان و دانشگاه دولتی علوم پرورشی خاچاطور آبوویان ارمنستان فعالیت می‌کرد. وی عضو اتحادیه آهنگسازان ارمنستان بود. وی همچنین برندهٔ جوایزی همچون چهره هنری شایسته جمهوری ارمنستان شده است. وی در ۲ اکتبر ۲۰۲۴ در سن ۸۹ سالگی درگذشت.